# いもりの黒焼 (映画)
『いもりの黒焼』（いもりのくろやき）は、1908年（明治41年）製作・公開、横田商会製作・配給による日本のサイレント映画、喜劇映画である。日本初の劇映画のひとつとされる。

## 略歴・概要
横田商会は現在の日活の前身の一社で、京都を拠点として、映画の製作・配給を行っていた商社である。1905年（明治38年）ころから同社で撮影や現像を行っていた技士の土屋常吉が同社を去り、土屋の甥で弟子であった福井繁一が、土屋の仕事を引き継いだ。1908年（明治41年）、伊藤博文が純宗とともに朝鮮を一周するに際し、京城日報からの依頼でドキュメンタリー映画『韓国観』の撮影を行った福井が、帰国と同時に取り組んだ劇映画が本作である。同社には当時、まだ撮影所を持たなかったため、オールロケーション撮影で撮影を敢行した。
京都の大虎座に出演していた舞台俳優鶴家団十郎とその一座を起用、大阪の住吉大社でロケ、撮影は半日で終了した。全3場、つまり3つのシークェンスしかもたない短篇映画で、上方落語でも知られる大阪・高津宮の惚れ薬「いもりの黒焼」をモチーフにしたスラップスティック・コメディであり、セリフやト書きを表示する字幕（カットタイトル）も付されないパントマイム表現の映画であった。本作は、福井の前作『韓国観』が公開された6月1日と同月の25日に、東京・神田の横田商会特約館・錦輝館で公開された。
本作の上映用プリントは、現在、東京国立近代美術館フィルムセンターには所蔵されておらず、マツダ映画社のリストにも本作の題名は見当たらない。現時点では、鑑賞することの不可能な作品である。

## スタッフ・作品データ・キャスト
- 監督・撮影・編集 : 福井繁一
- 出演 : 鶴家団十郎 一座

- 製作 : 横田商会
- 上映時間（巻数） : 不明
- フォーマット : 白黒映画 - スタンダードサイズ（1.33:1） - サイレント映画
- 初回興行 : 神田・錦輝館

## ストーリー
神社の太鼓橋のたもとに物乞いをする老婆がいるが、そこを美人が通り過ぎた。美人を見初めた男が惚れ薬「いもりの黒焼」を神社近くの店から買い、さっそく美人にふりかけようとする。しかし男は間違えて老婆に薬をかけてしまう。たちまち薬の効用が現れて、老婆は男を追いかける。もちろん男は逃げる。あたりを逃げ回り、池にたどり着いた男はボートを漕いで逃げようとするが、老婆もまた、ボートに乗り込んで追いかけるのであった。

## 関連事項
- 1908年の日本公開映画

## 註
1. 1 2 3 4 5 6 7  『日本映画発達史 I 活動写真時代』 、田中純一郎、中公文庫、1975年12月10日 ISBN 4122002850, p.144-145.
2. ↑  所蔵映画フィルム検索システム、東京国立近代美術館フィルムセンター、2010年3月14日閲覧。
3. ↑  主な所蔵リスト 劇映画＝邦画篇、マツダ映画社、2010年3月14日閲覧。